# Genovevaburcht
De Genovevaburcht in de Duitse stad Mayen (Rijnland-Palts) maakt deel uit van de zuidwestelijke middeleeuwse vestingwerken van de plaats. Het kasteel is het symbool van de stad en werd sinds de vernietiging in 1689 meerdere malen herbouwd.
Initiatiefnemer tot de stichting van de burcht in Mayen was aartsbisschop Hendrik II van Finstingen, die in het jaar 1280 met de bouw van een burcht in de buurt van de grens van Keur-Trier begon om zijn belangen tegenover Keur-Keulen veilig te stellen. Na de bouw bleef de burcht meer dan 400 jaar intact. Tijdens de Paltse Successieoorlog echter veroverden Franse troepen Mayen. Op 6 mei 1689 liet generaal Henri d’Escoubleau de Sourdis de keurvorstelijke burcht door zijn troepen neerbranden.
De naam van de burcht verwijst naar de legende dat zich op dezelfde heuvel de zetel bevond van paltsgraaf Siegfried en zijn vrouw Genoveva van Brabant. De vroegste aanwijzingen van deze legende dateren uit de 17e eeuw. Sinds wanneer de burcht en de 34 meter hoge bergfried, de zogenaamde Golotoren, aan de legende werden verbonden is onbekend.
In de voormalige slotgracht is een rondweg gelegd, die door een 20 meter lange gotische stenen brug overspannen wordt.
In de burcht is het Eifelmuseum gehuisvest. Bij de ingang van het museum is sinds 1985 de Eifelbibliotheek gevestigd.